# Chloran potasu
Chloran potasu, nazwa Stocka: chloran(V) potasu, KClO
3 – nieorganiczny związek chemiczny, sól potasowa kwasu chlorowego. Stosowany do produkcji zapałek i materiałów wybuchowych.

## Otrzymywanie
Na skalę przemysłową otrzymywany jest czasami w procesie elektrolizy roztworu chlorku potasu. W przestrzeni anodowej zachodzą następujące reakcje:
2Cl−
 → Cl
2 + 2e−

Cl
2 + H
2O ⇄ HClO + H+
 + Cl−

HClO ⇄ H+
 + ClO−

2HClO + ClO−
 → ClO−
3 + 2Cl−
 + 2H+

Anody do tego procesu pokrywane są powłokami z RuO
2 lub tytanu, aby zapewnić ich trwałość chemiczną.
W analogicznym procesie elektrochemicznym częściej otrzymuje się chloran sodu (jako roztwór wodny), z którego następnie wytrąca się chloran potasu po dodaniu stałego KCl:
KCl + NaClO
3 → NaCl + KClO
3↓
Jest to główna przemysłowa metoda produkcji tego związku. Pozostała solanka jest zawracana do elektrolizera i wykorzystywana ponownie.
Inną metodą otrzymywania KClO
3 jest przepuszczanie gazowego chloru przez gorący roztwór wodorotlenku potasu:
3Cl
2 + 6KOH → KClO
3 + 5KCl + 3H
2O